# 프로 야구
프로 야구(Pro baseball, Professional baseball)는 구단이 전업 선수를 고용하고 흥행을 통해 수익을 창출하는 야구 리그나 대회 등을 일컫는다.
1887년에 만들어진 미국 프로 야구 선수 협회는 세계 최초의 프로 야구 리그이자 프로 스포츠 리그이다.
대한민국의 프로야구는 1982년 3월 27일에 개막하였으며, 2022년 현재 10개의 구단 (NC 다이노스, 두산 베어스, LG 트윈스, 키움 히어로즈, 롯데 자이언츠, 한화 이글스, KIA 타이거즈, kt 위즈, 삼성 라이온즈, SSG 랜더스)으로 리그를 진행하고 있다.

## 프로 야구 리그 목록
- 대한민국: KBO 리그
- 미국: 메이저 리그 베이스볼
- 일본: 일본 프로 야구
- 대만: 중화 직업봉구 대연맹

## 폐지된 프로 야구 리그
- 쿠바: 큐반 리그(1878년~1961년)
- 일본 : 고쿠민 리그(1947년)[1]
- 미국 : 페더럴 리그 (1914년 ~ 1915년)[2]
- 대만 : 타이완 직업봉구 대연맹 (1997년 ~ 2002년)[3]

## 같이 보기
- 프로페셔널 스포츠